# Liste der Baudenkmale in Winnigstedt
In der Liste der Baudenkmale in Winnigstedt sind die Baudenkmale der niedersächsischen Gemeinde Winnigstedt und ihrer Ortsteile aufgelistet. Der Stand der Liste ist der 1. August 2022. Die Quelle der Baudenkmale ist der Denkmalatlas Niedersachsen.

## Allgemein
In den Spalten befinden sich folgende Informationen:
- Lage: die Adresse des Baudenkmales und die geographischen Koordinaten. Kartenansicht, um Koordinaten zu setzen. In der Kartenansicht sind Baudenkmale ohne Koordinaten mit einem roten Marker dargestellt und können in der Karte gesetzt werden. Baudenkmale ohne Bild sind mit einem blauen Marker gekennzeichnet, Baudenkmale mit Bild mit einem grünen Marker.
- Bezeichnung: Bezeichnung des Baudenkmales
- Beschreibung: die Beschreibung des Baudenkmales. Unter § 3 Abs. 2 NDSchG werden Einzeldenkmale und unter § 3 Abs. 3 NDSchG Gruppen baulicher Anlagen und deren Bestandteile ausgewiesen.
- ID: die Objekt-ID des Baudenkmales
- Bild: ein Bild des Baudenkmales, ggf. zusätzlich mit einem Link zu weiteren Fotos des Baudenkmals im Medienarchiv Wikimedia Commons. Wenn man auf das Kamerasymbol klickt, können Fotos zu Baudenkmalen aus dieser Liste hochgeladen werden:

## Groß Winnigstedt

### Gruppe: Siedlung Winnigstedt
Baudenkmal (Gruppe):

| Lage                                 | Bezeichnung          | Beschreibung | ID       | Bild |
| ------------------------------------ | -------------------- | ------------ | -------- | ---- |
| Siedlung 52° 3′ 48″ N, 10° 45′ 41″ O | Siedlung Winnigstedt |              | 33968479 | BW   |

Baudenkmale (Einzeln):

| Lage                                   | Bezeichnung              | Beschreibung                     | ID       | Bild |
| -------------------------------------- | ------------------------ | -------------------------------- | -------- | ---- |
| Siedlung 3 52° 3′ 50″ N, 10° 45′ 37″ O | Wohn-/Wirtschaftsgebäude |                                  | 34109760 | BW   |
| Siedlung 4 52° 3′ 48″ N, 10° 45′ 38″ O | Wohn-/Wirtschaftsgebäude |                                  | 34109782 | BW   |
| Siedlung 5 52° 3′ 47″ N, 10° 45′ 40″ O | Wohn-/Wirtschaftsgebäude |                                  | 34109804 | BW   |
| Siedlung 6 52° 3′ 46″ N, 10° 45′ 42″ O | Scheune                  |                                  | 34110351 | BW   |
| Siedlung 6 52° 3′ 45″ N, 10° 45′ 43″ O | Wohn-/Wirtschaftsgebäude | Kleinbauernhaus aus dem 3. Reich | 34109826 | BW   |
| Siedlung 52° 3′ 47″ N, 10° 45′ 41″ O   | Lindenallee              |                                  | 34109695 | BW   |
| Siedlung 1 52° 3′ 48″ N, 10° 45′ 43″ O | Wohn-/Wirtschaftsgebäude |                                  | 34109716 | BW   |
| Siedlung 2 52° 3′ 49″ N, 10° 45′ 41″ O | Wohn-/Wirtschaftsgebäude |                                  | 34109738 | BW   |

### Gruppe: Kirchhof Groß Winnigstedt
Baudenkmal (Gruppe):

| Lage                       | Bezeichnung               | Beschreibung | ID       | Bild |
| -------------------------- | ------------------------- | ------------ | -------- | ---- |
| 52° 4′ 0″ N, 10° 45′ 58″ O | Kirchhof Groß Winnigstedt |              | 33968497 | BW   |

Baudenkmale (Einzeln):

| Lage                                     | Bezeichnung | Beschreibung | ID       | Bild           |
| ---------------------------------------- | ----------- | ------------ | -------- | -------------- |
| Schulstraße 6 52° 4′ 0″ N, 10° 45′ 57″ O | Kirche      |              | 34109625 | Weitere Bilder |
| Schulstraße 6 52° 4′ 0″ N, 10° 45′ 56″ O | Kirchhof    |              | 34109646 | BW             |

### Gruppe: Domäne Winnigstedt
Baudenkmal (Gruppe):

| Lage                       | Bezeichnung        | Beschreibung | ID       | Bild |
| -------------------------- | ------------------ | ------------ | -------- | ---- |
| 52° 3′ 56″ N, 10° 46′ 3″ O | Domäne Winnigstedt |              | 33968582 | BW   |

Baudenkmale (Einzeln):

| Lage                                     | Bezeichnung              | Beschreibung | ID       | Bild |
| ---------------------------------------- | ------------------------ | ------------ | -------- | ---- |
| Teichstraße 2 52° 3′ 57″ N, 10° 46′ 4″ O | Scheune                  |              | 34109880 | BW   |
| Teichstraße 2 52° 3′ 57″ N, 10° 46′ 2″ O | Wohn-/Wirtschaftsgebäude |              | 34109929 | BW   |

### Baudenkmale (Einzeln)
| Lage                                                    | Bezeichnung              | Beschreibung                   | ID       | Bild |
| ------------------------------------------------------- | ------------------------ | ------------------------------ | -------- | ---- |
| Schulstraße 14/16 52° 3′ 59″ N, 10° 46′ 3″ O            | Wohn-/Wirtschaftsgebäude |                                | 34109668 | BW   |
| Teichstraße 1 52° 3′ 56″ N, 10° 46′ 1″ O                | Wohnhaus                 | Ehemaliges Herrenhaus          | 34109854 | BW   |
| Bruchweg 4 52° 3′ 49″ N, 10° 46′ 0″ O                   | Wohn-/Wirtschaftsgebäude |                                | 34109580 | BW   |
| Bruchweg 7 52° 3′ 49″ N, 10° 46′ 1″ O                   | Wohn-/Wirtschaftsgebäude |                                | 34109580 | BW   |
| B 79, km 31,020 52° 3′ 34″ N, 10° 44′ 51″ O             | Grenzstein               | Hzgtm. Braunschw./Kgr. Preußen | 34110255 | BW   |
| B 79, km 31,045 (Südseite) 52° 3′ 33″ N, 10° 44′ 54″ O  | Grenzstein               | Hzgtm. Braunschw./Kgr. Preußen | 34110303 | BW   |
| B 79, km 31,045 (Nordseite) 52° 3′ 33″ N, 10° 44′ 54″ O | Grenzstein               | Hzgtm. Braunschw./Kgr. Preußen | 34110279 | BW   |
| Bahnhofstraße 10 52° 3′ 7″ N, 10° 45′ 18″ O             | Empfangsgebäude          | ehem. Bahnhof Mattierzoll      | 34109555 | BW   |
| B 79, km 32,468 52° 3′ 1″ N, 10° 45′ 35″ O              | Brücke                   | WL Schiffgraben Mattierzoll    | 34109532 | BW   |
| Schöppenstedter Straße 5 52° 3′ 59″ N, 10° 45′ 54″ O    | Toreinfahrt              |                                | 34110083 | BW   |

## Klein Winnigstedt

### Gruppe: Kirchhof Klein Winnigstedt
Baudenkmal (Gruppe):

| Lage                        | Bezeichnung                | Beschreibung | ID       | Bild |
| --------------------------- | -------------------------- | ------------ | -------- | ---- |
| 52° 3′ 50″ N, 10° 46′ 40″ O | Kirchhof Klein Winnigstedt |              | 33968548 | BW   |

Baudenkmale (Einzeln):

| Lage                                       | Bezeichnung | Beschreibung | ID       | Bild |
| ------------------------------------------ | ----------- | ------------ | -------- | ---- |
| Hauptstraße 38 52° 3′ 50″ N, 10° 46′ 41″ O | Kirche      |              | 34110011 | BW   |
| Hauptstraße 38 52° 3′ 50″ N, 10° 46′ 40″ O | Kirchhof    |              | 34110037 | BW   |

### Gruppe: Hofanlage Hauptstraße 36
Baudenkmal (Gruppe):

| Lage                                       | Bezeichnung              | Beschreibung | ID       | Bild |
| ------------------------------------------ | ------------------------ | ------------ | -------- | ---- |
| Hauptstraße 36 52° 3′ 51″ N, 10° 46′ 37″ O | Hofanlage Hauptstraße 36 |              | 33968565 | BW   |

Baudenkmale (Einzeln):

| Lage                                       | Bezeichnung    | Beschreibung   | ID       | Bild |
| ------------------------------------------ | -------------- | -------------- | -------- | ---- |
| Hauptstraße 36 52° 3′ 50″ N, 10° 46′ 38″ O | Stall          |                | 34110399 | BW   |
| Hauptstraße 36 52° 3′ 51″ N, 10° 46′ 37″ O | Hofpflasterung |                | 34110473 | BW   |
| Hauptstraße 36 52° 3′ 51″ N, 10° 46′ 38″ O | Stall          | Stall/Melkhaus | 34110375 | BW   |
| Hauptstraße 36 52° 3′ 52″ N, 10° 46′ 38″ O | Einfriedung    |                | 34109986 | BW   |
| Hauptstraße 36 52° 3′ 51″ N, 10° 46′ 36″ O | Wohnhaus       |                | 34109954 | BW   |
| Hauptstraße 36 52° 3′ 52″ N, 10° 46′ 36″ O | Anbau          |                | 34110447 | BW   |
| Hauptstraße 36 52° 3′ 51″ N, 10° 46′ 36″ O | Wohnhaus       |                | 34109463 | BW   |
| Hauptstraße 36 52° 3′ 51″ N, 10° 46′ 36″ O | Wohnhaus       |                | 34109488 | BW   |

### Gruppe: Hofanlage Untere Straße 25
Baudenkmal (Gruppe):

| Lage                                         | Bezeichnung                | Beschreibung | ID | Bild |
| -------------------------------------------- | -------------------------- | ------------ | -- | ---- |
| Untere Straße 25 52° 3′ 47″ N, 10° 46′ 34″ O | Hofanlage Untere Straße 25 |              |    | BW   |

Baudenkmale (Einzeln):

| Lage                                         | Bezeichnung    | Beschreibung | ID       | Bild |
| -------------------------------------------- | -------------- | ------------ | -------- | ---- |
| Untere Straße 25 52° 3′ 48″ N, 10° 46′ 35″ O | Wohnhaus       |              | 34110106 | BW   |
| Untere Straße 25 52° 3′ 47″ N, 10° 46′ 34″ O | Hofpflasterung |              | 34110422 | BW   |
| Untere Straße 25 52° 3′ 46″ N, 10° 46′ 35″ O | Scheune        |              | 34110157 | BW   |
| Untere Straße 25 52° 3′ 46″ N, 10° 46′ 33″ O | Stall          |              | 34110134 | BW   |

### Baudenkmale (Einzeln)
| Lage                                        | Bezeichnung | Beschreibung                   | ID       | Bild |
| ------------------------------------------- | ----------- | ------------------------------ | -------- | ---- |
| L 622, km 0,879 52° 4′ 21″ N, 10° 47′ 40″ O | Grenzstein  | Hzgtm. Braunschw./Kgr. Preußen | 34110327 | BW   |